# Compagnie républicaine de sécurité
La DCCRS Direction Centrale des Compagnies Républicaines de Sécurité o più brevemente Compagnies Républicaines de Sécurité, ugualmente conosciuta con la sigla CRS, è un corpo della police nationale francese con funzioni antisommossa e di protezione civile.

## Storia

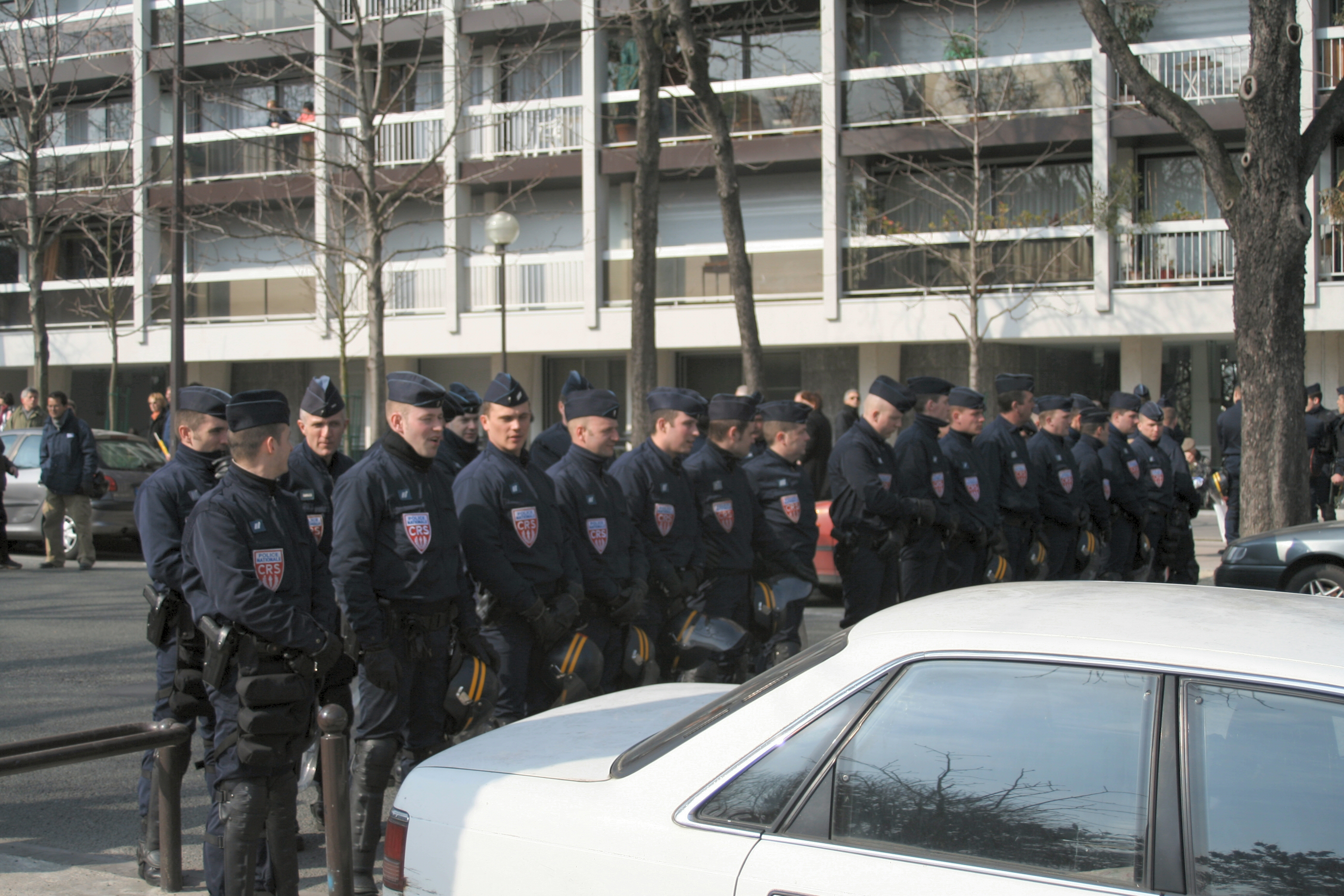
I membri della CRS si riconoscono dallo scudetto rosso appuntato sul petto

Le Compagnies républicaines de sécurité furono create con il decreto dell'8 dicembre 1944 e riorganizzate nel 1948. Formano attualmente un corpo d'élite addestrato alle tecniche anti guerriglia. Inizialmente il loro reclutamento fu effettuato utilizzando elementi precedentemente dei Gruppi mobili della Riserva (GMR), unità paramilitari create dal Governo di Vichy, e da elementi tratti dalle forze della Resistenza francese. Quando i simpatizzanti e i militanti comunisti cominciarono ad essere troppo presenti all'interno dei ranghi della CRS, una epurazione ne limitò il numero, soprattutto dopo che il Partito Comunista Francese si fu collocato all'opposizione nei governi post bellici.

## Operatività
La Compagnie républicaine de sécurité ha compiti di intervento anti-sommossa nel corso delle manifestazioni, ma anche di protezione civile. È composta da 61 compagnie distribuite in 7 Directions zonales su tutto il territorio nazionale.
In particolare la CRS 1 Vélizy-Villacoublay è esclusivamente impiegata nei servizi di protezione di personalità politiche in occasione di viaggi di stato.
Inizialmente, la sigla «CRS» designò una "compagnia", ma nella lingua corrente un CRS è anche il singolo poliziotto operante in una "Compagnie Républicaine de Sécurité".
Nell'effettuare le operazioni di mantenimento e ristabilimento dell'ordine durante le manifestazioni, i CRS furono spesso affiancati nello svolgimento del servizio dal corpo dei gens d'armes (divenuti oggi Gendarmerie nationale). Nello svolgere questi compiti fecero sovente uso della forza, il che li espose spesso alle critiche dei manifestanti. Un celebre slogan del Maggio 1968 recitava «CRS =SS».
Le Compagnies républicaines de sécurité sono inoltre incaricate della sorveglianza stradale, della sorveglianza delle spiagge e del soccorso montano.

## Decreto istitutivo delle Compagnies républicaines de sécurité
Decreto dell'8 dicembre 1944
Articolo 1: Sono create nell'area del territorio di competenza delle forze mobili di polizia chiamate "Compagnies républicaines de sécurité". Queste forze sono riunite in ciascuna regione sotto l'autorità di un comandante regionale posto agli ordini del segretario generale della polizia della regione.
Articolo 2: Sono creati 20 comandi regionali ripartiti come segue: uno per l'area dei dipartimenti di Seine-et-Oise e di Senna e Marna, uno per il dipartimento della Mosella, uno per ciascuno dei 18 commissariati regionali. Il ministro degli Interni stabilirà per deliberazione gli effettivi dei comandi regionali.
Articolo 4: Le condizioni di sosta e impiego delle Compagnies républicaines de sécurité saranno oggetto di una deliberazione del ministro degli Interni.
Articolo 5: Il ministro degli Interni è incaricato dell'esecuzione del presente decreto, che sarà pubblicato sul Journal officiel de la République française.